# Joan G. Robinson
Joan Mary Gale Robinson (geb. Thomas; * 10. Februar 1910 in Gerrards Cross, Buckinghamshire, England; † 20. August 1988 in King’s Lynn, Norfolk) war eine britische Kinder- und Jugendbuchautorin und Illustratorin. Sie wuchs als zweites von vier Kindern eines Advokaten in Hampstead Garden Suburb in der Nähe von London (heute ein Stadtbezirk Londons) auf. Insgesamt besuchte sie sieben Schulen, machte aber keinen Abschluss.
1939 begann sie zunächst Kinderbücher, später Jugendbücher zu schreiben, die sie auch selbst illustrierte.
Gemeinsam mit ihrem Ehemann veröffentlichte sie mehr als 30 Bücher. Zu ihren bekanntesten Werken zählen Damals mit Marnie (When Marnie Was There), Mary-Mary und Teddy Robinson. Die Teddy-Robinson-Erzählungen basierten auf Geschichten, die Joan ihrer Tochter Deborah erzählte. Darin spielte ihr gleichnamiger Teddybär die Hauptrolle.
Marnie wurde 2014 als Anime unter dem Titel Omoide no Mānī (思い出のマーニー) von Studio Ghibli in Japan (Regie: Hiromasa Yonebayashi, Produzenten: Yoshiaki Nishimura und Toshio Suzuki) verfilmt.

## Werke (Auswahl)
- Damals mit Marnie: Glückliche Ferien am Meer, 1969 (Originaltitel: When Marnie Was There, 1967)
- Mary-Mary, 1960
- Das seltsame fremde Mädchen, 1971 (Originaltitel: Charley)
- Mein Teddy Muck, 1960 (Originaltitel: Teddy Robinson)